# اسامه الملولی
اسامه الملولی (به انگلیسی: Oussama Mellouli) (زادهٔ ۱۶ فوریهٔ ۱۹۸۴) شناگر اهل تونس است.